# 秋岡武次郎
秋岡 武次郎（あきおか たけじろう、1895年3月15日 - 1975年2月6日）は、日本の地理学者、古地図収集家。専門は地図学。法政大学名誉教授。地図の歴史を調べ、地理学の教科書を著した。

## 略歴
兵庫県有馬郡三田町に生まれる。大阪市で成長し、大阪府立今宮中学校（現・府立今宮高校）を卒業する。1918年、第八高等学校を卒業すると、同年、同窓156名が東京帝国大学に進み、理科大学入学5名の一人として予修学校に地質学科を選ぶ。翌年、新設の地理学科に転科すると、山崎直方らの指導を受けた。1921年、第1回の唯一人の卒業生となった。
陸軍士官学校教授に就任すると地学（地理学）を担当し、指導要項の設計を手がける。
1925年（大正14年）に日本地理学会の発起人として創立に尽力し、評議員として発展に寄与する。翌1926年には第3回汎太平洋学術会議（東京、10月27日–11月9日）に日本代表会員として出席する。
1926年（32歳）には日本大学の歴史地理科の創設に関わり、その講師として主に自然地理学を担当する。地理学の基礎知識を広めようと、地球儀の使い方や、江戸時代に測量に用いた磁石を見出して論考した。
1937年、法政大学高等師範部歴史地理学科の開設とともに、教授を拝命する。他に講師として教壇に立った大学は東京文理科大学、東京高等師範学校、東京帝国大学理学部、國學院大學などを数え、時期により兼任した。
戦後、公職追放により教育職を追われるが、研究を続ける。
1951年に東京大学に論文『初期作並に伊能忠敬、シーボルト作の日本図の地理学的研究』を提出、理学博士の学位を取得する。地理学の歴史について調べた。
1952年、法政大学に教授として復職すると1965年まで勤めて退職。
1975年2月6日に死去、79歳。

### 世界の地図、日本の地図
伊能忠敬は単独に考案した投影法を用いて地図を描き、その記描はSanson-Flansteed投影と同じ経線、緯線を採用した点を考察した。また鎖国下、入手した世界地図を貼り混ぜた屏風や、明代の例「坤輿萬国全図」について論考がある。

### 地図製作者の考察
江戸前期の渋川春海の描いた地図を資料とした。18世紀前半の欧米人による中国の地図とその日本語版制作、地理学、地図学からシーボルトとアロースミス（1811年）それぞれの「日本図」はを解説した。
地図家の藤井半知に着目した論考がある。

## 栄誉栄典
- 従七位 - 1924年（大正13年）3月15日[36]
- 日本地理学会の評議員

## 人物
古地図の収集家としても知られており、そのコレクションは神戸市立博物館と国立歴史民俗博物館に寄贈されている。

## 著書
地理学と地質学の教育指導書（所蔵館1館）
- 「地理地質學教程」、[陸軍士官学校]、[1928]。巻1、巻2。
- 「地理學假教程」、[陸軍豫科士官學校]、1932年2月。全2巻ノ1。
  - 「地理及地質學假教程」、[陸軍]、[1933-]。巻2 、3。
  - 「地理及地質學教程」、[陸軍]、[1934]。巻1ノ2。
  - 「地理及地質學假教程」、[陸軍]、[1934]。巻1ノ3。
  - 「地理及地質學假教程」、[陸軍]、[1934]。巻2ノ2。

世界図屏風
- 『[日本の初期世界図屏風]』私製（製作）。
- 『坤輿萬国全図屏風総説、渋川春海描並に藤黄赤子描の世界図天文図屏風』[法政大学文学部]。
- 『世界地圖屏風』[出版者不明]、1932年12月。
- 『地球儀の用法』小光社、1933年3月。
  - 『地球儀の用法』小光社、1933年3月。

日本地図の歴史
- 『日本地図史』=河出書房、1955年10月。改版改題 「日本地図史」、ミュージアム図書、1997年12月。
  - 「伊能忠敬の日本図」伊能忠敬は単独に考案した投影法を用いておりその記描はSanson-Flansteed投影と同じ経線、緯線を採用したと考察。
  - 「シーボルト作の日本図」
- 『地理学特講』法政大学通信教育部、1968年10月。「文部省認可通信教育」。
- 『世界地図作成史』河出書房新社、1988年。
- 『19世紀中頃欧人著の中国文測量書・航海術書などと、それらのうちの明治初年日本翻刻書』第一法規〈科学史手帖 11〉、1966年3月。
- 『日本における地図作成史の概要』[鹿島研究所出版会]、1966年8月。
- 「伊能忠敬作の日本全図の種類」『内田寛一先生還暦記念地理学論文集』 上巻、帝国書院、1952年。

### 論文
法政大学
- 秋岡武次郎「桃山時代、江戸時代初期の世界図屏風等の概報」『法政大学文学部紀要』第4号、法政大学文学部、1958年12月、263-311頁、ISSN 0441-2486、国立国会図書館書誌ID:598490。
- 「伊能忠敬測量製図の日本全図各部分図」『法政』昭和39年2月号、1964年。
- 「1840年シーボルト著日本図ならびに1811年アロースミス著日本図」、大日本測量、[1967]。
  - 『1840年シーボルト著日本地図 : 解説書付』解説（復刻版）、大日本測量、[1970]。

- 「日本海西南の松島と竹島」（通号 27）、1950年7月、国立国会図書館書誌ID:9920540。
- 「はりや九兵衛の江戸時代後期製磁石2種」『海事史研究』第6号、[日本海事史学会]、1966年。
- 「[伊能忠敬作成の日本諸地図の現存するものの若干]」『地学雑誌』第76巻第6号、1967年12月、313-321頁、doi:10.5026/jgeography.76.6_313、国立国会図書館書誌ID:8295720。
- 「長久保赤水について（地理学の夜明け前 : 長久保赤水生誕250年を記念して）」『地理』第13巻第1号、1968年1月、76-79頁、国立国会図書館書誌ID:9401319。

- 室賀信夫「長久保赤水」80-84頁
- 中村拓「赤水図の欧州における評価」85-91頁
- 海野一隆「赤水のシナ図をめぐって」92-97頁

### 共著、共編
〈岩波講座〉、地理学、日本史
- 「第10編 地形區」『地理學』《地形・気候篇》古今書院、1935年10月、259-頁。NDLJP:1234846。
- 第1-2、4-7〈岩波講座地理学〉、昭和6年至9年。国立国会図書館書誌ID:000000738984。
- 国史研究会 編『歐人の初期日本地圖作成史』岩波書店〈岩波講座日本歴史〉、1935年5月。

## 編集
- 「日本古地図集成」、鹿島研究所出版会、1971年、国立国会図書館書誌ID:000001223683。別冊『日本地図作成史』156頁。